# Теорема Паули
Теорема Паули (теорема о связи спина со статистикой) — фундаментальная теорема квантовой теории поля, устанавливающая связь трансформационных свойств классических полей и методов его квантования. Впервые сформулирована и доказана Вольфгангом Паули в статье «Связь между спином и статистикой», поступившей 19 августа 1940 года в редакцию Physical Review.
Теорема о связи спина со статистикой является одним из наиболее важных следствий специальной теории относительности.

## Формулировка
Формулировка теоремы Паули:

Классические поля, описывающие частицы с целым спином, квантуются по Бозе — Эйнштейну, а классические поля, описывающие частицы с полуцелым спином, квантуются по Ферми — Дираку.

Фактически, это означает, что фермионы, то есть частицы с полуцелым спином, антисимметричны, то есть при «перестановке» двух частиц состояние всей системы меняет знак, а частицы с целым спином (бозоны) — симметричны.

## Средства доказательства
Для доказательства теоремы о связи спина со статистикой (теоремы Паули) используются два постулата квантовой теории поля:
- Операторнозначные функции двух квантовых наблюдаемых, относящихся к различным пространственно-временным точкам, разделённым пространственно-подобным интервалом, коммутируют[5];
- Энергия квантовополевой системы положительно определена[6].

Для доказательства теоремы важна локальность квантовой теории поля.

### Вариации и обобщение
Теорема Паули была доказана для идеализированного случая свободных классических полей. Для взаимодействующих полей утверждение аналогичное теореме Паули было доказано в рамках так называемой аксиоматической квантовой теории поля. Теорема Паули может быть доказана с использованием теоремы Вайнберга о связи полей с частицами.

## Следствия
Из теоремы Паули вытекает вид перестановочных соотношений между операторами рождения и уничтожения частиц: бозонные операторы должны быть связаны отношениями коммутации, фермионные — антикоммутации.
Из теоремы Паули следует принцип запрета Паули нерелятивистской квантовой механики о невозможности нахождения двух невзаимодействующих фермионов в одном и том же квантовом состоянии.